# 小泉直樹
小泉 直樹（こいずみ なおき、1961年7月11日 - ）は、日本の法学者。専門は知的財産法。慶應義塾大学教授、弁護士。

## 略歴
- 東京都出身[1]
- 1980年 開成高等学校卒業
- 1985年 東京大学法学部卒業
- 1985年 東京大学法学部助手（学士助手）
- 1988年 神戸大学法学部助教授
- 1989年 スタンフォード大学客員研究員
- 1993年 ワシントン大学客員助教授
- 1997年 マックス・プランク知的財産法研究所客員研究員
- 1998年 神戸大学法学部教授
- 2000年 上智大学法学部教授
- 2004年 慶應義塾大学大学院法務研究科教授
- 2005年 弁護士登録

## 主要著書
- 『現代社会と著作権法』（共著）（弘文堂、2008年）
- 『アメリカ著作権制度-原理と政策』（弘文堂、1996年）
- 『模倣の自由と不正競争』（有斐閣、1994年）